# Óblast de Járkov
El óblast de Járkov (en ucraniano: Ха́рківська о́бласть, en ruso: Ха́рьковская о́бласть) es un óblast (provincia) de Ucrania situado en la zona oriental del país, y creado el 27 de febrero de 1932. Su capital es Járkov, donde se concentran 1,5 millones de habitantes, siendo la segunda ciudad de Ucrania en población, así como en comercio. Es además un centro universitario. Tiene una superficie de 31 000 km² y su población a 1 de enero de 2003 era de 2 800 000 habitantes.

## Historia

### Antes de la Gobernación de Járkov
Según el Tratado de Pereyáslav, los [[Cosacos de Zaporiyia[cosacos ucranianos zaporogos]] que se habían rebelado recientemente contra la República de las Dos Naciones firmaron una alianza militar con Alejo I del Zarato ruso, pero debido a las constantes violaciones del tratado por parte de los rusos, los cosacos ucranianos se rebelaron con frecuencia. En 1731, en el contexto previo a la guerra de sucesión polaca y la nueva guerra ruso-otomana, los cosacos crearon aquí una línea defensiva ucraniana, la más famosa de las cuales fue la Fortaleza de San Pedro (en ucraniano: Петрівська фортеця) en el pueblo de Petrivske, cerca de la ciudad de Balaklia (actualmente en el Raión de Izium).

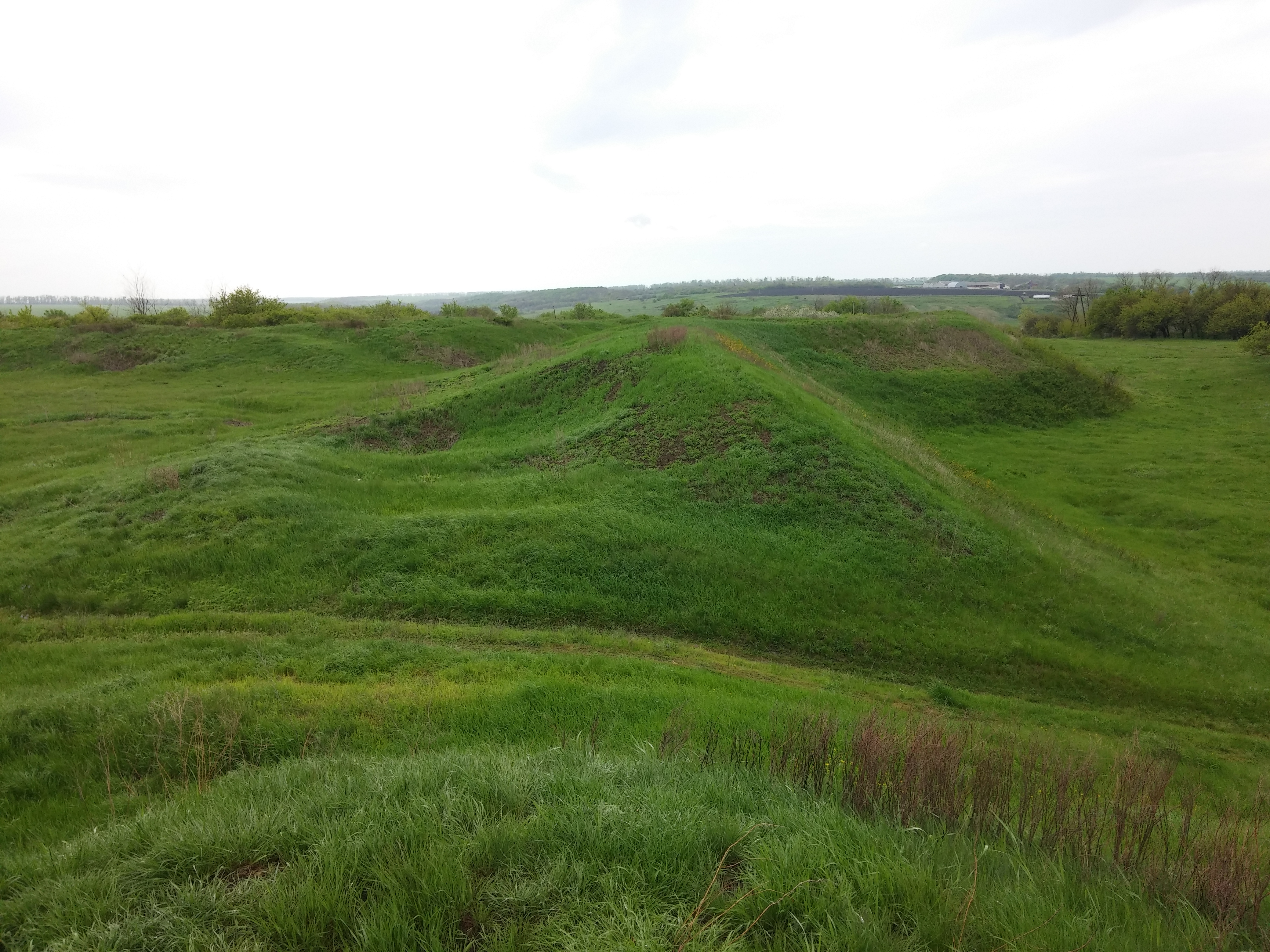
Fortaleza de San Pedro

### Gobernación de Járkov
Durante la Guerra de independencia de Ucrania, la región sufrió enormemente el Terror Rojo.[cita requerida]

### Creación del óblast
La creación del óblast de Járkov tiene su origen en la desintegración oficial de la Gobernación de Járkov en la reforma territorial de la Unión Soviética durante los años en los que tuvo posesión de parte del territorio en la década de 1920. Así, entre 1922 y 1925 desintegró el territorio de la gobernación en cinco ókrugs: Ojtirka (en ese entonces "Bogodujiv"), Izium, Kupiansk, Sumy y Járkov.
En 1930, los ókrugs fueron sustituidos por raiones, que se convirtieron en la subdivisión oficial de toda la RSS de Ucrania en 1932. El 27 de febrero de 1932 se creó el óblast de Járkov, aunque no adoptaría su forma actual hasta finales de 1937, teniendo territorios que serían disgregados paulatinamente para añadirlos a los óblast en creación de Donetsk, Chernígov, Poltava y finalmente de Sumy.
Durante el Holodomor, la nutrida población del óblast industrial de Járkov, junto a la de Kiev, fue de la que más sufrió. La región sufrió feroces combates durante la Segunda Guerra Mundial, llegando a vivir enfrentamientos entre los alemanes y los soviéticos hasta en cuatro batallas entre 1941 y 1943.
En el Referéndum de 1991, un 86,33 % de votantes del óblast de Járkov votó a favor de la declaración de Independencia de Ucrania. En 2014, tras los eventos desencadenados tras el Euromaidán y la crisis de Crimea, Járkov fue una de las zonas donde se dieron con intensidad las protestas prorrusas. Al igual que en Donetsk y Lugansk, en Járkov varios rebeldes prorrusos tomaron el edificio gubernamental y declararon la República Popular de Járkov que apenas tuvo una duración de dos días en su control de facto, pues fuerzas especiales ucranianas detuvieron a los responsables al día siguiente. Se vivieron algunos enfrentamientos entre prorrusos y autoridades ucranianas durante prácticamente todo 2014.
A comienzos de 2015, el Instituto Internacional de Sociología de Kiev publicó una consulta que arrojó los datos de que tan sólo el 4,2 % del óblast apoyaba la integración con Rusia, frente a un 71,5 % que rechazaba la idea.
En la Invasión rusa de Ucrania de 2022, el óblast es uno de los puntos más castigados de la ofensiva de Ucrania oriental.

## Divisiones administrativas
| Distritos de la óblast de Járkiv |
| - Raión de Bogodujiv - Raión de Chujúyiv - Raión de Izium - Raión de Berestin - Raión de Kupiansk - Raión de Lozova - Raión de Járkov |

## Geografía
La óblast, que es fronterizo con Rusia, limita con los óblasts de Sumy, Poltava, Dnipropetrovsk, Lugansk y Donetsk.

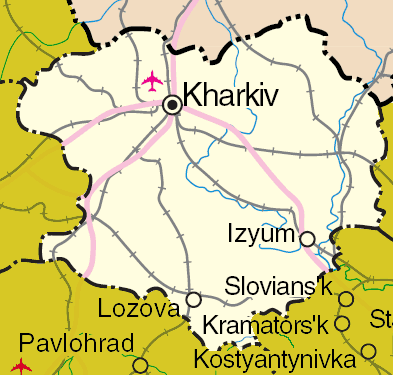
Mapa de Járkov

| Noroeste: Sumy           | Norte: Rusia | Noreste: Rusia   |
| Oeste: Poltava           |              | Este: Lugansk    |
| Suroeste: Dnipropetrovsk | Sur: Donetsk | Sureste: Donetsk |